# Roxanne Sayegh
 (septembre 2024).
Roxanne Sayegh est la directrice générale de trois cinémas de répertoire à Montréal, le Parc, Beaubien et du Musée. Elle est nommée à son poste en septembre 2022, à la suite de la retraite de Mario Fortin.

## Biographie
Roxanne Sayegh commence dans l'industrie cinématographique en travaillant pour un distributeur de films indépendants au Mexique, avant de retourner à Montréal pour diriger le RIDM. Elle cofonde ensuite le cinéma/café-bar Cinéma Moderne en 2018 avant de lancer Cinéma Public, logé à Casa d'Italia près du marché Jean-Talon.
En 2019, elle remporte le prix Jeune entrepreneur du Québec : Arts et culture lors du concours ARISTA de la Jeune Chambre de commerce de Montréal.